# Голдобін Микола Сергійович
Микола Сергійович Голдобін (рос. Николай Сергеевич Голдобин; 7 жовтня 1995, м. Москва, Росія) — російський хокеїст, лівий/правий нападник. Виступає за Металург Магнітогорськ в КХЛ. 
Вихованець хокейної школи «Білі Ведмеді» (Москва). Виступав за «Російські Витязі» (Чехов), Сарнія Стінг (ОХЛ).
В чемпіонатах Фінляндії — 18 матчів (6+5).
У складі молодіжної збірної Росії учасник чемпіонату світу 2015. 
Досягнення
- Срібний призер молодіжного чемпіонату світу (2015).